# 1368 en santé et médecine
| Années de la santé et de la médecine : 1365 - 1366 - 1367 - 1368 - 1369 - 1370 - 1371    |
| Décennies de la santé et de la médecine : 1330 - 1340 - 1350 - 1360 - 1370 - 1380 - 1390 |

Cet article présente les faits marquants de l'année 1368 en santé et médecine.

## Événements
- Le concile de Lavaur fixe durablement le statut des lépreux[1].

## Publication
- Haji Zeynalabdin Attar rédige son traité de médecine Ikhtiyarat-i Badii, ouvrage très populaire au Moyen Âge en Azerbaïdjan[2],[3].

## Décès
- 23 juillet : Guy de Chauliac (né vers 1298), chirurgien français, auteur de la Chirurgia magna, achevée en 1363.
- Vers 1364-1368 : Maynus de Maynis[4],[5] (né à une date inconnue), astrologue et médecin français, maître régent à la faculté de médecine de Paris, médecin des Visconti, auteur d'un « Régime de santé » (Regimen sanitatis Magninus Mediolanensis[6]) et d'un « Traité des eaux artificielles » (De aquis artificialibus[7]).
- Après 1368[8] (ou en 1369[9]) : Ibn Hatima (né vers 1300[9]), poète et médecin arabo-andalou, auteur du Taḥṣīl ġaraḍ al-qāṣid fī tafṣīl al-maraḍ al-wāfid (« Réponse à la demande de qui désire étudier la maladie venue d'ailleurs »), important témoignage sur la peste noire en Espagne musulmane[8].